# Stazione meteorologica di Recoaro Terme
La stazione meteorologica di Recoaro Terme è la stazione meteorologica di riferimento relativa alla località di Recoaro Terme.

## Coordinate geografiche
La stazione meteorologica si trova nell'area climatica dell'Italia nord-orientale, nel Veneto, in provincia di Vicenza, nel comune di Recoaro Terme, a 445 metri s.l.m.

## Dati climatologici
In base alla media trentennale di riferimento 1961-1990, la temperatura media del mese più freddo, gennaio, si attesta a -2 °C, quella del mese più caldo, luglio, è di +20,0 °C .
| Recoaro Terme      | Mesi | Mesi | Mesi | Mesi | Mesi | Mesi | Mesi | Mesi | Mesi | Mesi | Mesi | Mesi | Stagioni | Stagioni | Stagioni | Stagioni | Anno |
| Recoaro Terme      | Gen  | Feb  | Mar  | Apr  | Mag  | Giu  | Lug  | Ago  | Set  | Ott  | Nov  | Dic  | Inv      | Pri      | Est      | Aut      | Anno |
| ------------------ | ---- | ---- | ---- | ---- | ---- | ---- | ---- | ---- | ---- | ---- | ---- | ---- | -------- | -------- | -------- | -------- | ---- |
| T. max. media (°C) | 2,9  | 7,4  | 11,0 | 15,1 | 19,6 | 23,0 | 25,7 | 25,0 | 21,9 | 17,0 | 10,1 | 4,7  | 5,0      | 15,2     | 24,6     | 16,3     | 15,3 |
| T. min. media (°C) | −0,7 | −1,0 | 2,1  | 5,9  | 9,3  | 12,5 | 14,3 | 13,9 | 11,0 | 7,3  | 3,6  | −2,7 | −1,5     | 5,8      | 13,6     | 7,3      | 6,3  |